# Hans Fränkli

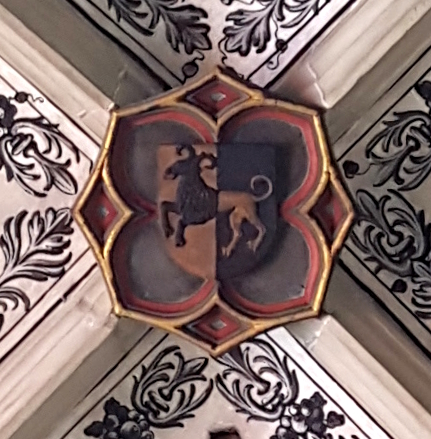
Schlussstein mit dem Wappen Fränkli im Berner Münster

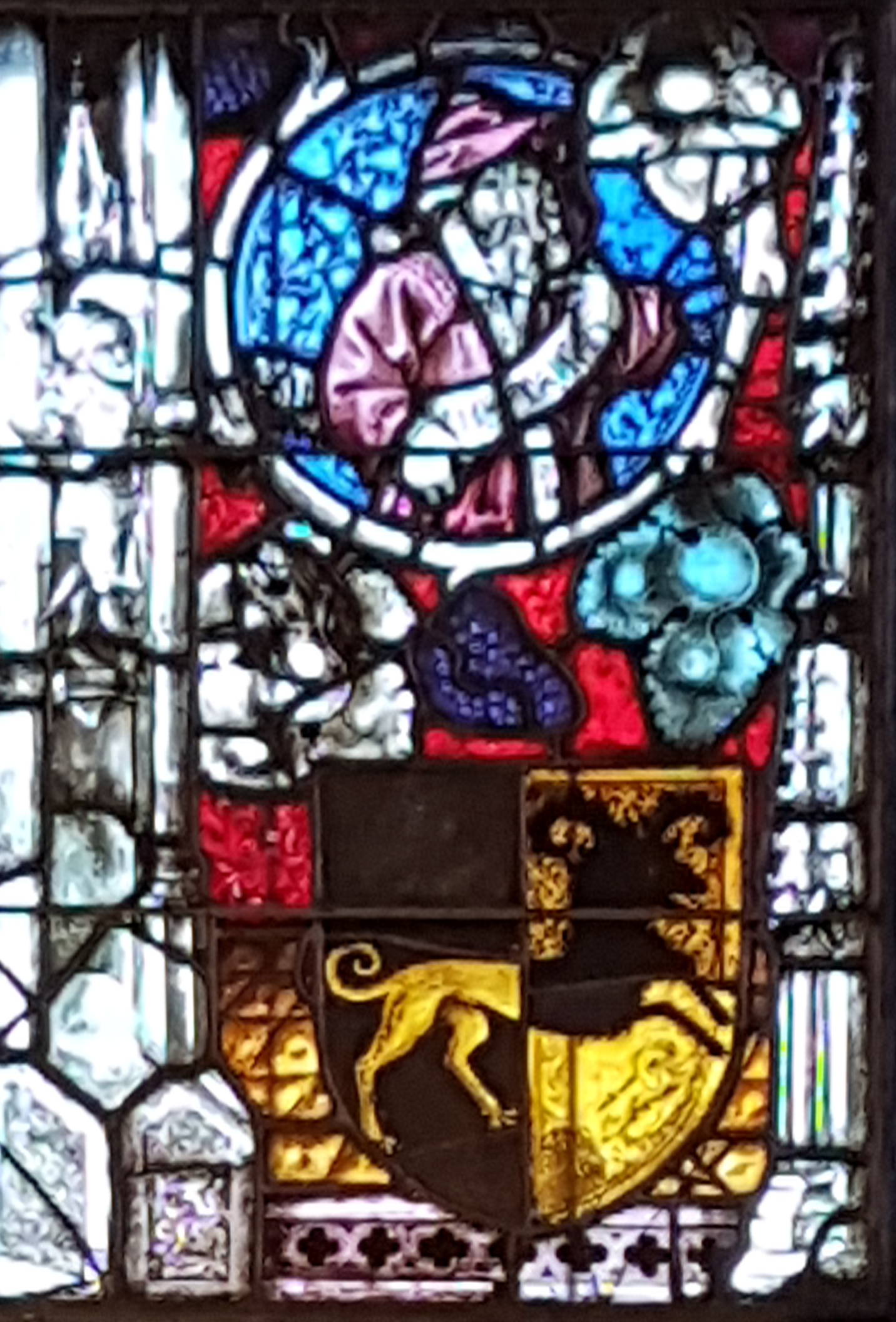
Stifterwappen Hans Fränkli, Wurzel Jesse Fenster, Berner Münster (um 1450)

Hans Fränkli (* um 1410; † 1478) war ein Schweizer Kürschnermeister und Politiker.
Fränkli war der Sohn des wohlhabenden Kürschners Franz Behem, böhmischer Herkunft. Er gelangte in den Grossen Rat der Stadt Bern, 1446 in den Kleinen Rat, wurde 1447 Landvogt zu Lenzburg und 1458 schliesslich Seckelmeister der Stadt Bern. Als Parteigänger des Stadtadels gehörte er zu den Hauptgegnern von Schultheiss Peter Kistler im Twingherrenstreit. Er war oft bernischer Gesandter an eidgenössischen Tagsatzungen.